# Sveti Florijan
Sveti Florijan – wieś w Słowenii, w regionie Sawińskim, w gminie Rogaška Slatina. 1 stycznia 2017 liczyła 360 mieszkańców.
W latach 1948–1993 miejscowość nazywała się Stojno selo.